# Sabrina Cakmakli
Sabrina Cakmakli (ur. 25 listopada 1994 w Immenstadt im Allgäu) – niemiecka narciarka dowolna, specjalizująca się w halfpipe'ie i slopestyle'u. W 2014 roku zajęła 14. miejsce w halfpipe'ie na igrzyskach olimpijskich w Soczi. Podczas rozgrywanych rok później mistrzostw świata w Kreischbergu zajęła piąte miejsce w tej samej konkurencji. Najlepsze wyniki w Pucharze Świata osiągnęła w sezonie 2014/2015, kiedy to zajęła 24. miejsce w klasyfikacji generalnej, a w klasyfikacji halfpipe'u była piąta.

## Osiągnięcia

### Igrzyska olimpijskie
| Miejsce | Dzień     | Rok  | Miejscowość | Konkurencja | Zwyciężczyni  |
| ------- | --------- | ---- | ----------- | ----------- | ------------- |
| 14.     | 20 lutego | 2014 | Soczi       | Halfpipe    | Maddie Bowman |
| 8.      | 20 lutego | 2018 | Pjongczang  | Halfpipe    | Cassie Sharpe |
| 12.     | 18 lutego | 2022 | Pekin       | Halfpipe    | Eileen Gu     |

### Mistrzostwa świata
| Miejsce | Dzień       | Rok  | Miejscowość   | Konkurencja | Zwyciężczyni    |
| ------- | ----------- | ---- | ------------- | ----------- | --------------- |
| 12.     | 21 stycznia | 2015 | Kreischberg   | Slopestyle  | Lisa Zimmermann |
| 5.      | 22 stycznia | 2015 | Kreischberg   | Halfpipe    | Virginie Faivre |
| 24.     | 18 marca    | 2017 | Sierra Nevada | Halfpipe    | Ayana Onozuka   |
| DNS     | 19 marca    | 2017 | Sierra Nevada | Slopestyle  | Tess Ledeux     |
| 9.      | 9 lutego    | 2019 | Park City     | Halfpipe    | Kelly Sildaru   |
| 11.     | 12 marca    | 2021 | Aspen         | Halfpipe    | Eileen Gu       |

### Puchar Świata

#### Miejsca w klasyfikacji generalnej
- sezon 2013/2014: 52.
- sezon 2014/2015: 24.
- sezon 2015/2016: 154.
- sezon 2016/2017: 65.
- sezon 2017/2018: 49.
- sezon 2018/2019: 96.
- sezon 2019/2020: 38.

Od sezonu 2020/2021 klasyfikacja generalna została zastąpiona przez klasyfikację Park & Pipe (OPP), łączącą slopestyle, halfpipe oraz big air.
- sezon 2020/2021: 42.
- sezon 2021/2022: 39.

#### Miejsca na podium w zawodach
1. Park City – 28 lutego 2015 (halfpipe) – 2. miejsce